# Reggenza di Muara Enim
La reggenza di Muara Enim (in indonesiano: Kabupaten Muara Enim) è una reggenza dell'Indonesia, situata nella provincia di Sumatra Meridionale.